# Grabrovec
Grabrovec je naselje v Občini Metlika.